# Martha Graham Center of Contemporary Dance

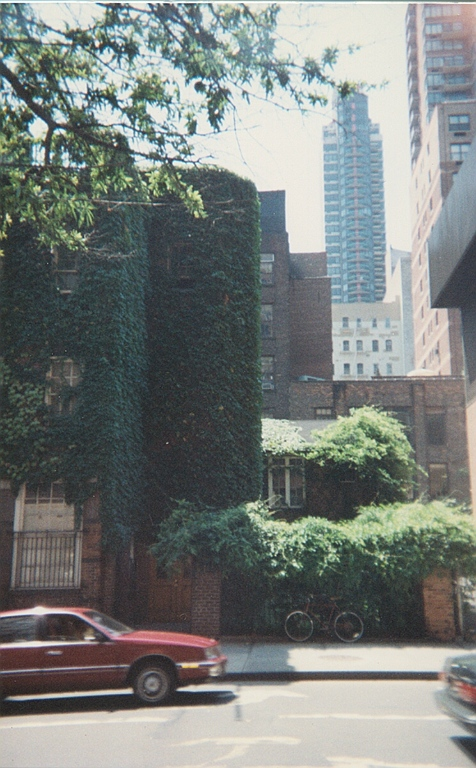
Sede della Martha Graham School dal 1994, in 316 East 63° Strada, a New York. Sebbene la scuola si sia spostata da questa posizione, questo è l'ultimo studio in cui ha insegnato la stessa Martha Graham.

Il Martha Graham Center of Contemporary Dance si trova a New York ed è il quartier generale della Martha Graham School of Contemporary Dance e della Martha Graham Dance Company, la più antica compagnia di danza al mondo che tuttora produce spettacoli. La scuola è focalizzata sull'insegnamento della tecnica Graham; alcune delle sue facoltà furono formate dalla Graham stessa.
Il centro fu fondato nel 1926 da Martha Graham. Il suo primo quartier generale consisteva in un piccolo studio di danza a Broadway. Successivamente il centro si trasferì in un edificio a due piani nella 316 East 63° Strada, a New York.
Dopo la morte di Martha Graham nel 1991, la direzione del centro fu messa in discussione. Nel suo testamento Martha Graham aveva nominato Ron Protas come erede delle sue proprietà. Protas rivendicò la proprietà dei diritti sul nome della Graham e sull'opera coreografica e fece causa alla Martha Graham Dance Company per violazione del diritto d'autore. Dopo anni di battaglie legali, la Martha Graham Dance Company diventò la proprietaria del nome Graham e di quasi tutto il suo repertorio. Durante la vertenza, fu votato che Protas venisse espulso dalla sua posizione di direttore artistico della compagnia.
Nel 2005 il centro è stato tra le 406 istituzioni artistiche e sociali di New York a ricevere parte della sovvenzione da $ 20 milioni della Carnegie Corporation, che è stata resa possibile grazie a una donazione data dal sindaco di New York Michael Bloomberg.